# Список умерших в 850 году

## Январь
- 26 января — Ли Дэюй, китайский поэт, писатель, государственный деятель периода правления династии Тан, чэнсян (канцлер) при дворе императора У-Цзуна.

## Февраль
- 1 февраля — Рамиро I, король Астурии (842—850).

## Апрель
- 18 апреля — Перфект Кордовский, святой Римско-Католической Церкви, прославленный в лике мученика.

## Май
- 6 мая — Император Ниммё, 54-й Император Японии (833—850), синтоистское божество.

## Дата смерти неизвестна или требует уточнения
- Аврелиан из Реоме, франкский теоретик музыки, автор труда «Музыкальное учение» (лат. Musica disciplina), одного из самых ранних известных музыкально-теоретических трактатов средневековой Европы.
- Агнелл Равеннский, христианский писатель, церковный историк.
- Адольф Кордовский, один из кордовских мучеников.
- Аль-Хорезми, персидский или среднеазиатский учёный из Хорезма, математик, астроном, географ и историк.
- Амаларий, католический литургист, богослов и поэт; один из деятелей Каролингского Возрождения; архиепископ Трира (809—813) и архиепископ Лиона (835—838).
- Гильом Септиманский, граф Тулузы (844—849), граф Барселоны и Ампурьяса (с 848).
- Косьма Веститор, византийский писатель, проповедник и агиограф.
- Теган, франкский историк.
- Хуанбо Сиюнь, великий китайский мастер чань и учитель Линьцзи Исюаня, предтеча китайской школы линьцзи-чань и происходящей от неё японской риндзай-дзэн.